# Тромбини-Казуро, Маргерита
Маргерита Тромбини-Казуро (пол. Margerita Trombini-Kazuro; 19 ноября 1891, Варшава — 1 января 1979, там же) — польская пианистка, клавесинистка

, музыкальный педагог. Дочь Чезаре Тромбини, жена Станислава Казуро.
Училась в Варшаве у Эгона Петри и Генрика Мельцер-Щавиньского, в Риме у Джованни Сгамбати, в Париже у Ванды Ландовской, в Берлине у Вильгельма Кемпфа.
В 1911 году дала в Риме первый концерт. С 1919 года преподавала в Варшавской консерватории, среди её учеников за более чем полвека педагогической карьеры — Анджей Вонсовский, Казимеж Гержод, Милош Магин, Барбара Хессе-Буковска, Сабольч Эстеньи. Неоднократно входила в жюри Международного конкурса пианистов имени Шопена.